# 中心公园 (天津)

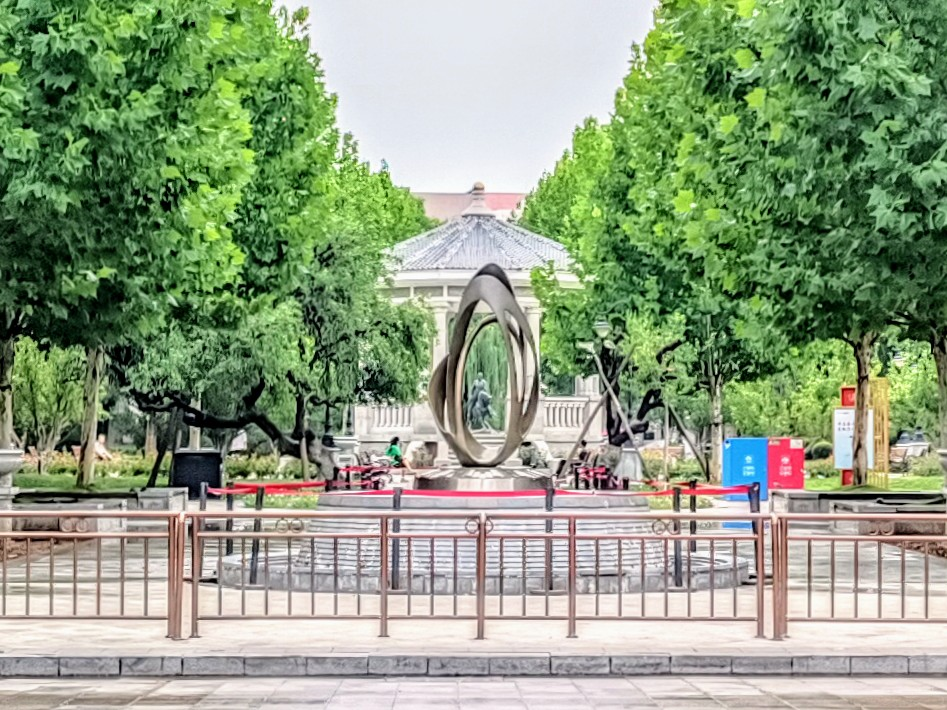
中心公园

39°07′25″N 117°11′51″E / 39.12365°N 117.19763°E中心公园是天津市和平区的一座圆形街心公园，公园占地1.27公顷，原为天津法租界的法国公园。2011年，这里根据天津市历史街区保护规划，被天津市规划局确定为“中心花园历史文化街区”，并出台相关控制性规划方案。

## 历史

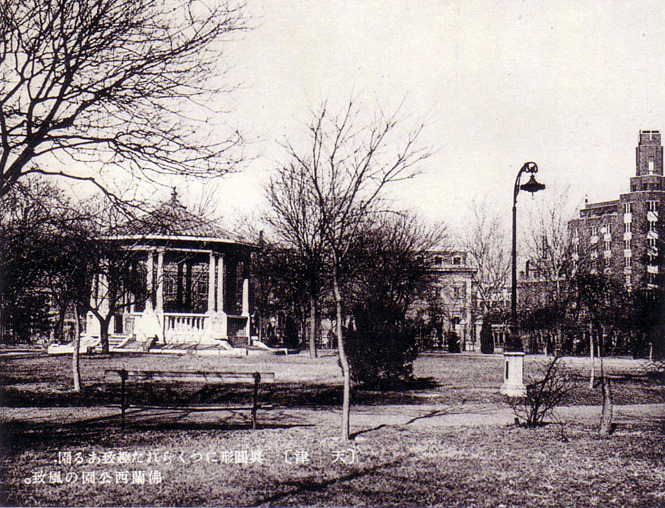
原法国公园

1917年，法国公园由天津法租界当局规划并开工建设，1922年公园竣工。当时公园面积约21亩，为圆形公园，以园中的一座六角石亭为圆心向周围6个路口辐射，每条路之间设有不同造型的园林小区域并以花圃和卵石小路点缀其间。法国公园的外围为一条环绕公园的马路（现花园路），其间以铁栏杆隔开。由于法国公园位于法租界中心区，随着法租界逐渐繁荣，很多名人也到公园四周定居建房，如花园路2号的张谦旧居、5号吉鸿昌旧居、9号章瑞庭旧宅、10号庄乐峰旧宅、11号李鸣钟旧居、12号的李吉甫旧宅等。当时园内还有法国民族英雄诺尔达克塑像和一座和平女神铜像。1937年，日本当局侵占天津后，将法国花园改名为中心花园。1945年，天津市政府又将其更名为罗斯福花园，并将铜像等拆除，将六角石亭改为八角亭。1949年4月，天津市人民政府将其更名为中心公园并加以修复。1964年，公园再次修建并改名为“红领巾公园”。1976年，公园在地震中遭到损坏。1981年，经天津市人民政府重修后，园名恢复为中心公园。1995年，中心公园内设立了一尊吉鸿昌将军青铜塑像。

## 交汇道路
- 辽宁路
- 丹东路
- 承德道
- 花园路

## 交通
- 地铁：  3号线、  4号线 和平路站
- 公交：

| 中心公园 | 中心公园 | 中心公园 | 中心公园         | 中心公园        |
| 编号     | 路线     | 路线     | 路线             | 备注            |
| -------- | -------- | -------- | ---------------- | --------------- |
| 37       | 中心公园 | ⇆        | 辰兴路公交站     |                 |
| 93       | 中心公园 | ⇆        | 双马公交站       | 合并原 693、823 |
| 97       | 中心公园 | ⇆        | 双水道公交站     |                 |
| 185      | 中心公园 | ⇆        | 无瑕花园公交站   |                 |
| 666      | 中心公园 | ⇆        | 民航大学公交站   | 合并原840路西段 |
| 826      | 中心公园 | ⇆        | 大寺新家园公交站 |                 |
| 828      | 中心公园 | ⇆        | 乌江北里         |                 |
| 830      | 中心公园 | ⇆        | 智达道公交站     |                 |
| 831      | 中心公园 | ⇆        | 海泰北公交站     | 定点班线        |
| 837      | 中心公园 | ⇆        | 双环村公交站     | 合并原 637      |
| 838      | 中心公园 | ⇆        | 西青开发区公交站 |                 |
| 851      | 中心公园 | ⇆        | 中北公交站       |                 |